# Mount Trident (Antarktika)
Mount Trident (englisch für Dreizackberg) ist ein 2480 m hoher Berg nahe der Borchgrevink-Küste des ostantarktischen Viktorialands. Er ragt oberhalb des Trigon Bluff an der Nordflanke des Tucker-Gletschers auf.
Wissenschaftler einer von 1957 bis 1958 durchgeführten Kampagne der New Zealand Geological Survey Antarctic Expedition benannte ihn nach seinen drei eng benachbarten Gipfeln.